# رودريغو غراندي
رودريغو غراندي (بالإسبانية: Rodrigo Grande)‏ هو كاتب سيناريو ومخرج أرجنتيني، ولد في 10 فبراير 1974 في روساريو في الأرجنتين.

## وصلات خارجية
- رودريغو غراندي على موقع IMDb (الإنجليزية)
- رودريغو غراندي على موقع ألو سيني (الفرنسية)
- رودريغو غراندي على موقع أول موفي (الإنجليزية)
- رودريغو غراندي على موقع قاعدة بيانات الفيلم (الإنجليزية)
- رودريغو غراندي على موقع كينوبويسك (الروسية)